# Lars Jonson (jurist)
Lars Evert Jonson, född 22 januari 1929 i Södertälje, död 11 april 2020, var en svensk jurist.
Lars Jonson tog examen vid Handelshögskolan i Stockholm (DHS) 1950 och blev juris kandidatexamen vid Stockholms högskola 1955. Han gjorde tingstjänstgöring 1955–1958 och blev därefter fiskal i Svea hovrätt 1959. Jonson utnämndes 1967 till assessor och 1976 till hovrättsråd. Han blev sakkunnig i Handelsdepartementet 1966, där han blev departementsråd 1973 och tillförordnad expeditionschef/rättschef 1976. Lars Jonson var regeringsråd en kortare period under år 1980. Han var därefter ordförande i Marknadsdomstolen 1980–1993, och var från 1994 domstolens vice ordförande.